# Клаус фон Шверин
Клаус фон Шверин (на немски: Claus von Schwerin; * 1561; † 1603) е благородник от род Шверин от Мекленбург.
Той е син на Андреас фон Шверин (1520 – 1568) и съпругата му Елизабет (Мета) фон дер Люе († ок. 1548), дъщеря на Клаус фон дер Люе († 1533) и Маргарета фон Фиреге († вер. 1534).

## Фамилия
Клаус фон Шверин се жени за Барбара фон дер Остен (* ок. 1567 в Плюгентин; † 1616). Те имат три дъщери:
- Хедвиг Мария фон Шверин († 1645), омъжена ок. 1625 г. за Корд фон Пасов (* ок. 1594; † 1666), син на Хенинг фон Пасов († ок. 1620) и Маргарета фон Ресторф
- Катарина фон Шверин (* 17 януари 1569; † 29 септември 1660), омъжена 1609 г. за Раймар Ведиг фон дер Остен (* 24 декември 1580; † 23 март 1661)
- Доротея фон Шверин (* 1590; † сл. 1626/вер. 1643), омъжена на 20 май 1610 г. за Юрген фон Олденбург (* 8 септември 1590; † 16 декември 1649), син на Клаус фон Олденбург (1525 – 1591) и Анна фон Бюлов